# Impatiens bicolor
Impatiens bicolor är en balsaminväxtart som beskrevs av John Forbes Royle. Impatiens bicolor ingår i släktet balsaminer, och familjen balsaminväxter. Inga underarter finns listade i Catalogue of Life.